# Rafael Ruelas
Rafael Ruelas (* 26. April 1971 in Yerbabuena, Jalisco, Mexico) ist ein ehemaliger mexikanischer Boxer im Leichtgewicht und Normalausleger. Durch einen einstimmigen Punktsieg am 19. Februar 1994 über Freddie Pendleton wurde er Weltmeister des Verbandes IBF. Er verteidigte diesen Titel gegen Mike Evgen und Billy Schwer und verlor ihn im Mai 1995 bei Titelvereinigung an den WBO-Champion Óscar de la Hoya durch technischen K. o. in Runde 2.